# Неофолк
Неофолк (дарк-фолк, апокалиптический фолк, англ. neofolk, dark folk, apocalyptic folk) — музыкальный жанр, возникший как «возрождение» американского фолка 1970-х годов в Европе и смешения с постпанком, а также с другими стилями альтернативной музыки, часто сочетаемой с приёмами этнической музыки и неоклассическими пассажами.
Всё более уходя от своего первоисточника — к 1990-м неофолк уже полностью оправдывал своё название, представляя собой действительно скорее «новый фолк».
По духу и настроению ранний неофолк близок к постпанку. В неофолке применяются различные акустические, в том числе и народные, инструменты, возможно также применение электрогитар, синтезаторов или шумов.
В конце 1990-х неофолк-музыканты всё чаще смешивали народную музыку с трип-хопом и другими стилями электронной музыки. В конце концов от него условно отделились некоторые направления, например apocalyptic folk, new weird folk, ritual folk.
Неофолк наравне с NSBM имеет много ультраправых слушателей, а некоторые группы используют нацистские образы. Ультраправые ценят неофолк как истинно европейскую музыку с традиционалистскими мотивами, что, однако, не всегда является верной интерпретацией лирики исполнителей.

## История
Неофолк берет свое начало в музыкальных группах 1960-х годов, которые начали черпать вдохновение из традиционной народной музыки. Фолк-музыканты, такие как Vulcan's Hammer, Changes, Leonard Cohen и Comus, могут считаться предвестниками звучания, которое позже повлияло на неофолк-исполнителей. Также более поздние исследования участников группы Velvet Underground, в частности Нико, были названы основными источниками влияния на то, что позже стало неофолком.
Неофолк возник в 1980-х годах, когда группы из постпанк и индустриальной сцены, включая Death In June, Current 93 и Sol Invictus, начали черпать вдохновение из этого звучания. Это звучание было принято Swans в их альбомах начала 1990-х годов, таких как Love of Life (1992). Принятие жанра продолжилось в релизах следующей группы вокалиста Майкла Джиры Angels of Light. В конце 1990-х годов звучание жанра начали принимать группы, которые ранее играли блэк-метал, такие как Empyrium и Haggard.

## Неофолк в России
В России долгое время практически не было групп, играющих в жанре неофолк. Некоторые считают «Русский альбом» БГ (1992) первым российским альбомом этого жанра. Особняком стоит сольный альбом Сергея Калугина — Nigredo, изданный ещё в 1994-м году, однако и его нельзя безоговорочно отнести к неофолку (собственно, песен в этом стиле там всего четыре); кроме того, Калугин в последующее время больше не работал в этом стиле.
В 2006 году группа Система Безопасности записывает альбом «Лебединая песня» в направлении дарк-фолк, в 2007 «Космогония и Эсхатология».
Но лишь в 2000-е годы получили относительную известность группы, сделавшие на неофолк основную ставку. Среди них: Moon Far Away, Ritual Front (впоследствии — Ритуальный Фронт), Wolfsblood, Romowe Rikoito, Embrace of Branches, Majdanek Waltz, Амулет.
Наибольшего успеха добились москвичи Neutral, заложившие в середине 1990-х вместе с калининградскими единомышленниками Romowe Rikoito канонические основы российской истории жанра и выпустившие за весьма продолжительный период существования (с 1994 года) достаточное количество качественного материала, причем два студийных альбома — на крупнейших специализированных лейблах Европы.